# 慶玉
慶玉（1983年11月4日—）本名阮紅青，越南女歌手。出生於西貢，畢業於胡志明市高等文化藝術學院。曾在2004年胡志明市電視歌手大賽中獲獎。代表作有與日精英合作的《哭泣的月亮》。

## 外部連結
- YouTube上的哭泣的月亮